# 土拨鼠日

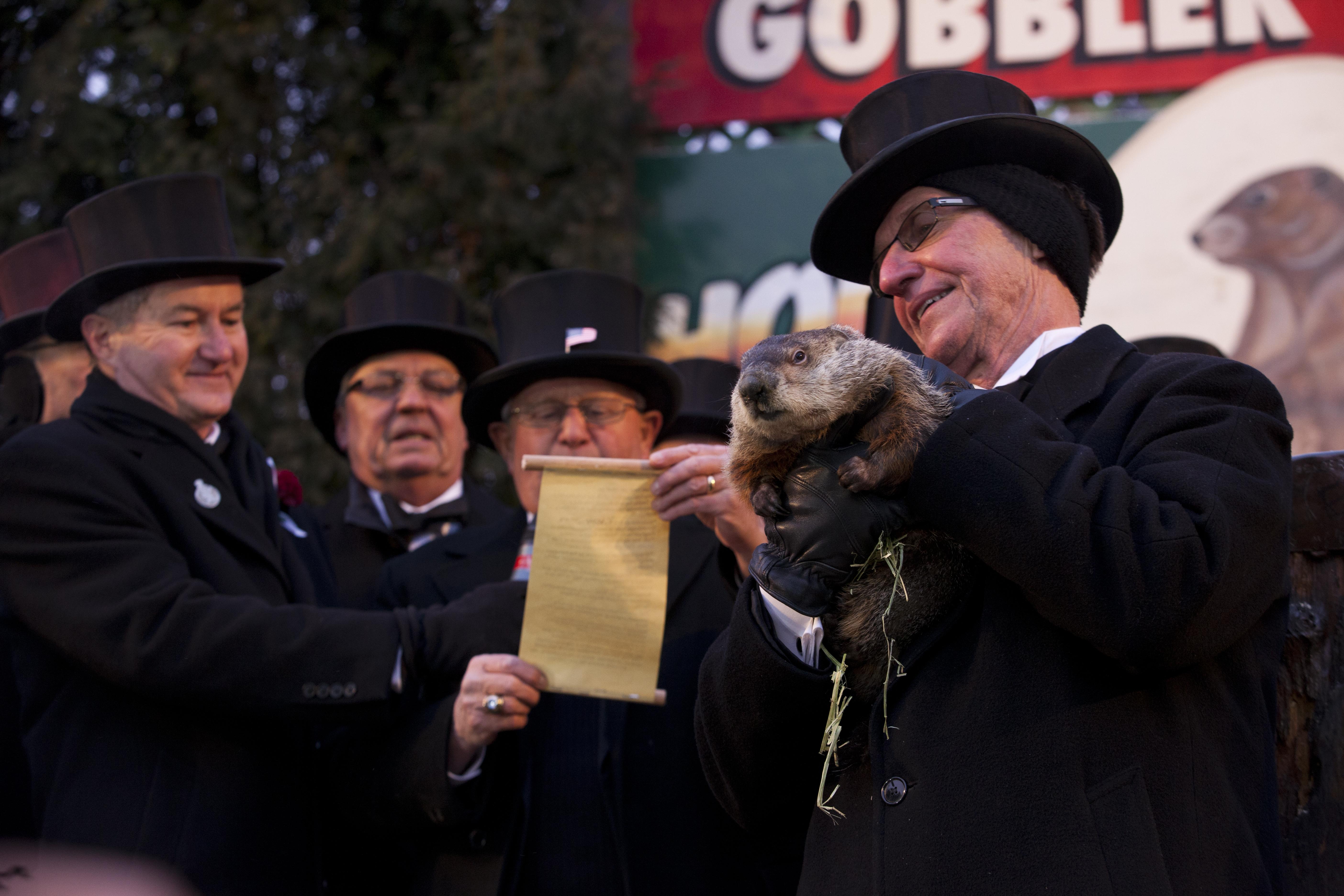
土拨鼠日

土拨鼠日（英語：Groundhog Day），是北美地区的一个传统节日。每年2月2日，美国和加拿大许多城市和村庄都會庆祝。自从1887年以来，一代又一代的土拨鼠一直担负着预报时令的任务。根据传说，如果土拨鼠能看到它自己的影子，那么北美的冬天还有6个星期才会结束。如果它看不到影子，春天不久就会来临。
土撥鼠日最大的盛會是在美國賓夕凡尼亞州的小鎮旁蘇托尼，由當地最著名的天氣預測土撥鼠「費爾」公布天氣預測結果。
雖然目前土撥鼠日仍然是廣受關注的傳統活動，但研究顯示土撥鼠是否看到自己的影子，與春日是否到來，並無一致的關聯。

## 歷史
慶祝活動開始於18和19世紀間的賓夕法尼亞州的中部和東南部。起源於歐洲古代的天氣諺語，且是關於一隻獾或神聖的熊的預言，而不是土撥鼠。